# Treasure Hunt (film, 1994)
Pour les articles homonymes, voir Treasure Hunt.
Pour plus de détails, voir Fiche technique et Distribution.
Treasure Hunt (花旗少林, Fa kei siu lam) est une comédie d'action hongkongaise écrite et réalisée par Jeffrey Lau et sortie en 1994.
Elle totalise 37 033 685 HK$ de recettes à Hong Kong.

## Synopsis
Jeffrey Cheung Ching (Chow Yun-fat), un agent sino-américain de la CIA, est chargé d'escorter un trésor national chinois aux États-Unis. Il part d'Amérique pour se rendre à Pékin où il séjourne au temple Shaolin et rencontre des difficultés dus à la barrière culturelle et aux habitudes de vie différentes. Il se lie d'amitié avec le moine Hung Chi (Gordon Liu) et un apprenti moine de sept ans (Choi Yue). Il apprend ensuite avec surprise que le soi-disant « trésor national » est une fille aux pouvoirs parapsychologiques nommée Siu-ching (Jacklyn Wu). Ils tombent petit à petit amoureux.

## Fiche technique
- Titre international : Treasure Hunt
- Titre original : Fa kei siu lam (花旗少林)
- Réalisation et scénario : Jeffrey Lau
- Photographie : Peter Pau
- Montage :	Hai Kit-wai et David Wu (en)
- Musique : Danny Chung
- Production : Linda Kuk (en)
- Société de production : Eastern Renaissance Pictures
- Société de distribution : Golden Princess Film Production
- Pays d'origine :  Hong Kong
- Format : Couleurs - 1,85:1 - Stéréo - 35 mm
- Genre : comédie d'action
- Durée : 103 minutes
- Date de sortie :
  - Hong Kong : 29 janvier 1994
  - Corée du Sud : 28 mai 1994
  - Japon : 3 septembre 1994

## Distribution
- Chow Yun-fat : Jeffrey Cheung Ching
- Jacklyn Wu : Mui Siu-ching
- Chin Han : Tong Ling / Capitaine Chiu
- Gordon Liu : Le moine Hung Chi
- Michael Wong : Michael
- Philip Kwok : Kung Ching
- Roy Chiao : Oncle Bill
- Choi Yue : Le jeune apprenti moine
- Giorgio Pasotti (en) : Ng Yan
- Wong Kwan-hong : Wai-tak
- Jun Kunimura : Yamamoto
- George Saunders : Joe
- Alex Sheafe : Mr. Ford
- Jeffrey Lau : Nakajima
- Anita Wong : La femme de Bill
- Gary Young Lim : Un cousin de Jeffrey
- Sylvia Chen : Une cousine de Jeffre
- Elizabeth Lai : La professeur de chinois
- Cherl Maxfield : Un ami américain
- Tamara Session : Une amie américaine
- Rose Tenison : Une amie américaine
- Fu Xin-min
- Wang Shao-qi
- Wang Qi-qhang
- Ju Xin-hua : L'espion A
- Yu Yan-kai : L'espion B
- Zhu Yu-kui : L'espion C